# Elsa Will
Pour les articles homonymes, voir Will.
Elsa Will (Эльза Ива́новна Вилль) née le 4/16 mai 1882 à Saint-Pétersbourg (Empire russe) et morte en 1941 ou 1942 à Léningrad (URSS) est une ballerine russe.

## Biographie
Elsa Will naît dans une famille allemande de l'Empire russe. En 1896, elle est prise dans le département de danse de l'académie théâtrale de Saint-Pétersbourg où elle étudie auprès d'Ekaterina Vazem, d'Anna Johansson et d'Enrico Cecchetti. Elle se produit sur la scène du théâtre Mariinsky de 1900 à 1928. Elle n'est pas de grande taille, a un joli sourire et excelle dans les rôles lyriques et de comédie qui ne nécessitent pas de dramatisme ou de jeu sérieux. Elle fait aussi des sauts pleins de légèreté qui étonnent tout le monde.
De 1908 à 1913, elle effectue aussi des tournées à l'étranger et connaît un grand succès à Berlin en 1909 avec le reste de la troupe du théâtre impérial Mariinsky où Anna Pavlova brille particulièrement. Elle reçoit une médaille d'or avec ruban de Saint-André en 1911.
Après la révolution d'Octobre, la situation change dramatiquement. Beaucoup d'artistes quittent le pays. Elsa Will doit interpréter de nombreux rôles du répertoire classique et fait partie des danseuses qui font le lien entre le répertoire d'avant la révolution et la nouvelle génération. Le pouvoir soviétique lui reconnaît son talent en l'honorant en 1924 du titre d'artiste émérite de la RSFSR.
Elsa Will meurt (de froid ou de faim) dans le courant du premier hiver 1941/1942 du siège de Léningrad. On ne sait pas où elle a été enterrée, peut-être dans une fosse du cimetière Piskariovskoïe.

## Famille
- Père: Johann Gottfried Will, directeur d'un magasin de musique de Saint-Pétersbourg.
- Mère: Maria Sidonia Will, née Walther.

## Rôles
- La glace dans le ballet allégorique d'un acte de Glazounov, Les Saisons, représenté le 28 janvier 1907 sur une chorégraphie de Marius Petipa avec Nikolaï Legat.
- Lise dans le ballet de Hertel, La Fille mal gardée
- Mazurka et 7e valse dans le ballet d'un acte les Sylphides sur une musique de Chopin, dans une chorégraphie de Michel Fokine, révisée le 4 février 1923.
- Solveig dans le ballet de Grieg La Fille de glace, le 24 septembre 1922, chorégraphie de Nikolaï Petrov.
- Colombine dans le ballet de Riccardo Drigo, Les Millions d'Arlequin
- Svanilde dans le ballet de Léo Delibes, Coppélia
- Gulnara dans le ballet d'Adolphe Adam, le Corsaire
- La fée dans le ballet de Josef Bayer, La Fée poupée
- La néréide victorieuse, la perle et la reine des Eaux dans le ballet de Cesare Pugni, Le Petit Cheval bossu
- Le Petit Chaperon rouge dans le ballet de Tchaïkovski, La Belle au bois dormant, ainsi que la princesse Florine, la fée Canari et Aurore
- Manou dans le ballet de Léon Minkus, La Bayadère
- La ballerine dans le ballet de Stravisnky, Petrouchka, chorégraphie de Michel Fokine
- L'oiseau de feu dans L'Oiseau de feu de Stravinsky, chorégraphie de Michel Fokine
- La jeune fille dans le ballet d'un acte Éros d'après le récit de Valerian Svetlov L'Ange de Fiesole sur une musique de Tchaïkovski (Sérénade pour orchestre à cordes), le 25 novembre 1922, chorégraphie de Fedor Lopoukhov
- Odette/Odile dans le ballet de Tchaïkovski Le Lac des cygnes
- Paquita dans Paquita d'Édouard Deldevez.